# بروتين الريبوسوم S12
بروتين الريبوسوم S12 (بالإنجليزية: Ribosomal Protein S12)‏ (RPS12) هوَ بروتين يُشَفر بواسطة جين RPS12 في الإنسان. الريبوسومات هي العضيات التي تحفز تخليق البروتين، تتكون من وحدة فرعية صغيرة 40S ووحدة فرعية كبيرة 60S. تتكون هذه الوحدات الفرعية معًا من 4 أنواع من رنا RNA وحوالي 80 بروتينًا مميزًا من الناحية الهيكلية. ويعد أحد مكونات الوحدة الصغرى 40S للريبوسوم والذي يلعب دورًا مهمًا في الترجمة في عملية الاصطناع الحيوي للبروتين (التي تشكل جزءا من عملية التعبير الجيني).

## الأهمية السريرية
تم ملاحظة مستويات أعلى من تعبير هذا الجين في سرطان القولون والمستقيم. 

## روابط خارجية
- نظرة شاملة على جميع المعلومات الهيكلية المتاحة في بنك بيانات البروتينات (PDB) لـقاعدة البيانات يونيبروت (UniProt): A0A8H6C3A1 (بروتين الريبوسوم S12) في بنك بيانات البروتين في أوروبا (PDBe-KB).